# Stazione di Artegna
Stazione di Artegna vasútállomás Olaszországban, Artegna településen.

## Vasútvonalak
Az állomást az alábbi vasútvonalak érintik:
- K.k. Staatsbahn Tarvis–Pontafel

## Kapcsolódó állomások
A vasútállomáshoz az alábbi állomások vannak a legközelebb:
- Stazione di Tarcento
- Stazione di Gemona del Friuli